# 한국장류기술연구회
한국장류기술연구회는 장류에 관한 지식보급 및 정보교환을 통한 학계와 산업계간의 유대강화 도모 목적으로 2009년 5월 26일 설립된 사단법인이다. 사무실은 전라북도 순창군 순창읍 백산리 265-29에 있다.

## 주요 사업
- 장류에 관한 지식보급 및 정보교환
- 장류연구의 장려 및 이에 관한 지원
- 장류관련 학계와 산업계간의 유대강화
- 장류관련 학술발표회, 강연회, 토론회 개최
- 장류관련 기술지 발간
- 기타 본회의 목적 달성을 위해 필요한 사업